# Betuline
Betuline is een harsige, kamferachtige en conserverende stof.
Betuline kan verwerkt worden tot een soort olie en kan bijvoorbeeld gebruikt worden voor de bereiding van juchtleder (een soort zeer lang, lenig, waterdicht, sterk ruikend leer).